# Denny Rehberg
Denny Rehberg, właśc.  Dennis R. Rehberg (ur. 5 października 1955) – amerykański polityk, członek Partii Republikańskiej. W latach 2001–2015 był przedstawicielem stanu Montana w Izbie Reprezentantów Stanów Zjednoczonych. Wcześniej, w latach 1991–1996 piastował stanowisko wicegubernatora Montany.